# ICETEX
ICETEX son las siglas de  Instituto colombiano de Crédito Educativo y Estudios Técnicos en el Exterior - Mariano Ospina Pérez - (BVC: ICX) es una entidad vinculada al Ministerio de Educación Nacional que, a través de diferentes programas y servicios, promueve el acceso a la Educación Superior en Colombia y otros países a través de otorgamiento de créditos educativos para estudios superiores.
La entidad estatal también cuenta con una serie de subsidios, becas, y programas donde la tasa de interés, es baja o nula, y en casos excepcionales, la deuda es eliminada.
Hasta junio de 2024, el Icetex había ofrecido créditos por un valor de 1.01 Billones de pesos.

## Historia
El Instituto se fundó el 3 de agosto de 1950 e inició labores el 22 de octubre de 1952, a los dos años de firmado el decreto constitutivo por el entonces Presidente de la República de Colombia, Mariano Ospina Pérez.
La creación del Instituto surgió de una iniciativa de su fundador, Gabriel Betancourt Mejía (antiguo Ministro de Educación en Colombia) quien creó el 3 de agosto de 1950, el Instituto Colombiano de Crédito Educativo y Estudios Técnicos en el Exterior (ICETEX), del cual fue su primer director.
Luego de siete décadas, el Instituto es el principal promotor de acceso a la educación superior en Colombia y en el exterior, a través del apoyo económico financiable (crédito educativo reembolsable y condonable), la administración de fondos y la gestión de becas y acceso a programas internacionales, beneficiando a más de 5 millones de colombianos a lo largo de su historia.
Por virtud de lo señalado en los artículos 1 y 2 de la Ley 1002 de 2005, y el artículo 1.2.2.1. del Decreto 1075 de 2015, el Icetex es una entidad financiera de naturaleza especial, con personería jurídica, autonomía administrativa y patrimonio propio, vinculada al Ministerio de Educación Nacional, y sometida, a la vigilancia de la Superintendencia Financiera de Colombia.

### Crisis del presupuesto de 2025
Según la representante a la Cámara por Bogotá por la Alianza Verde, Catherine Juvinao, Minhacienda no ha girado $402.000 millones de pesos de titulares a matrículas de las Instituciones de Educación Superior desde agosto de este año, y estaría recortando en más de 1 billón de pesos el presupuesto de la entidad para 2025.
Se ha denunciado la "desfinanciación del Icetex" tras conocerse un recorte de $2,7 billones, que pasará de manejar $7,3 billones en 2024 a $4,6 billones en 2025 (una variación de -37 %).
Según la Contraloría General esta situación podría afectar a aproximadamente 332.000 estudiantes, dejándolos sin los recursos necesarios para continuar o comenzar sus estudios universitarios.
Daniel Rojas Medellín, Ministro de educación. Ha propuesto como solución, convertir al Icetex en un banco tradicional para que el presupuesto del Icetex no dependa del presupuesto nacional.